# Petrus II. Vältl
Petrus II. Vältl († 20. Dezember 1459 in Metten) war ein bayerischer Benediktiner. Von 1446 bis zu seinem Tod war er Abt des Klosters Metten.
Vältl ließ 1446 ein Inventar des Klosters anlegen. 1451 leitete er den gotischen Umbau der Klosterkirche ein.